# Лимонов, Илья Дмитриевич
Илья Дмитриевич Лимонов (27 июля 1924, Чуваши, Вятская губерния — 4 июля 1991, Северск, Томская область) — советский офицер-пехотинец в Великой Отечественной войне, Герой Советского Союза (23.10.1943). Лейтенант (1954). 

## Биография
Илья Лимонов родился 27 июля 1924 года в деревне Чуваши (ныне — Кирово-Чепецкий район Кировской области). Сын рабочего-железнодорожника. В 1935 году семья переехала в Киров. В 1939 году он окончил среднюю школу в Кирове, в 1942 году — два курса Кировского механико-технологического техникума. 
В августе 1942 года Лимонов был призван на службу в Рабоче-крестьянскую Красную Армию. В мае 1943 года он окончил Рязанское пулемётное училище (действовало в г. Касимов). С июня того же года — на фронтах Великой Отечественной войны. с июня 1943 года, командир пулемётного взвода 1000-го стрелкового полка 305-й стрелковой дивизии 40-й армии Воронежского фронта. Однако на четвёртый день своего пребывания на фронте был ранен. В начале сентября 1943 года после излечения вернулся в строй, назначен командиром пулемётного взвода 957-го стрелкового полка в 309-й стрелковой дивизии той же армии.
В сентябре 1943 года командир пулемётого взвода 957-го стрелкового полка 309-й стрелковой дивизии 40-й армии Воронежского фронта младший лейтенант Илья Лимонов совершил выдающийся подвиг во время битвы за Днепр. В ночь с 23 на 24 сентября 1943 года взвод Лимонова, несмотря на массированный вражеский огонь, одним из первых переправился через Днепр в районе села Балыко-Щучинка Кагарлыкского района Киевской области Украинской ССР и принял активное участие в боях за захват и удержание плацдарма на его западном берегу, захватил важную высоту. В результате тех боёв из 500 бойцов и командиров, входивших в штурмовую группу, на следующий день осталось лишь 85. После отражения шести ожесточённых контратак в строю осталось лишь 42 бойца под командованием Лимонова, большая часть из которых была ранена. Тем не менее, Лимонову с товарищами удалось удержать позиции до переправы основных сил. В боях за Балыко-Щучинку Лимонов заменил собой погибшего пулемётчика и вёл огонь по противнику, способствовав успешному наступлению.
Указом Президиума Верховного Совета СССР от 23 октября 1943 года «за успешное форсирование реки Днепр южнее Киева, прочное закрепление плацдарма на западном берегу реки Днепр и проявленные при этом отвагу и геройство» младшему лейтенанту Илье Дмитриевичу Лимонову присвоено звание Героя Советского Союза с вручением ордена Ленина и медали «Золотая Звезда» за номером 5813.
В бою 28 октября 1943 года был ранен. После излечения с декабря 1943 года воевал командиром взвода в 127-м гвардейском стрелковом полку 42-й гвардейской стрелковой дивизии 40-й армии на 2-м Украинском фронте. Участвовал в Житомирско-Бердичевской и Уманско-Ботошанской наступательных операциях. Уже в боях на территории Румынии 3 мая 1944 года младший лейтенант И.Д. Лимонов был ранен в третий раз.
Из госпиталя вышел в конце июня, был направлен командиром пулемётного взвода в 152-й гвардейский стрелковый полк 50-й гвардейской стрелковой дивизии 28-й армии на 1-м Белорусском и 3-м Белорусском фронтах. Участвовал в Белорусской стратегической наступательной операции, а во время Гумбиннен-Гольдапской наступательной операции на подступах к Восточной Пруссии, в бою 24 октября 1944 года получил своё четвёртое ранение. Оно оказалось самым тяжелым и Победу офицер встретил в госпитале. В мае 1945 года уволен в запас по инвалидности.
Вернулся в Киров, работал военруком в Кировском библиотечном техникуме, а также продолжил учёбу. В 1948 году он окончил Кировский механико-технологический техникум, после чего работал на Кировском шинном заводе. В 1950 году поступил на физимо-математическое отделение Кировского государственного педагогического института. В июне 1951 года И. Д. Лимонов был призван на службу в МВД СССР и направлен прорабом на дорожно-строительный участок Главного управления механизации Управления исправительно-трудовых лагерей на строительстве № 601 (стройка Сибирского химического комбината). В 1955 году по состоянию здоровья он вновь был уволен в запас. Проживал и работал в городе Томск-7 (ныне — Северск Томской области). В 1975 году Лимонов окончил Томский государственный педагогический институт, после чего работал в Северском городском комитете образования. 
Умер 4 июля 1991 года, похоронен на Аллее Славы Северского городского кладбища.
Был также награждён орденом Отечественной войны 1-й степени (11.03.1985), двумя медалями «За отвагу» (11.06.1944, 6.11.1947) и рядом других медалей.

## Память

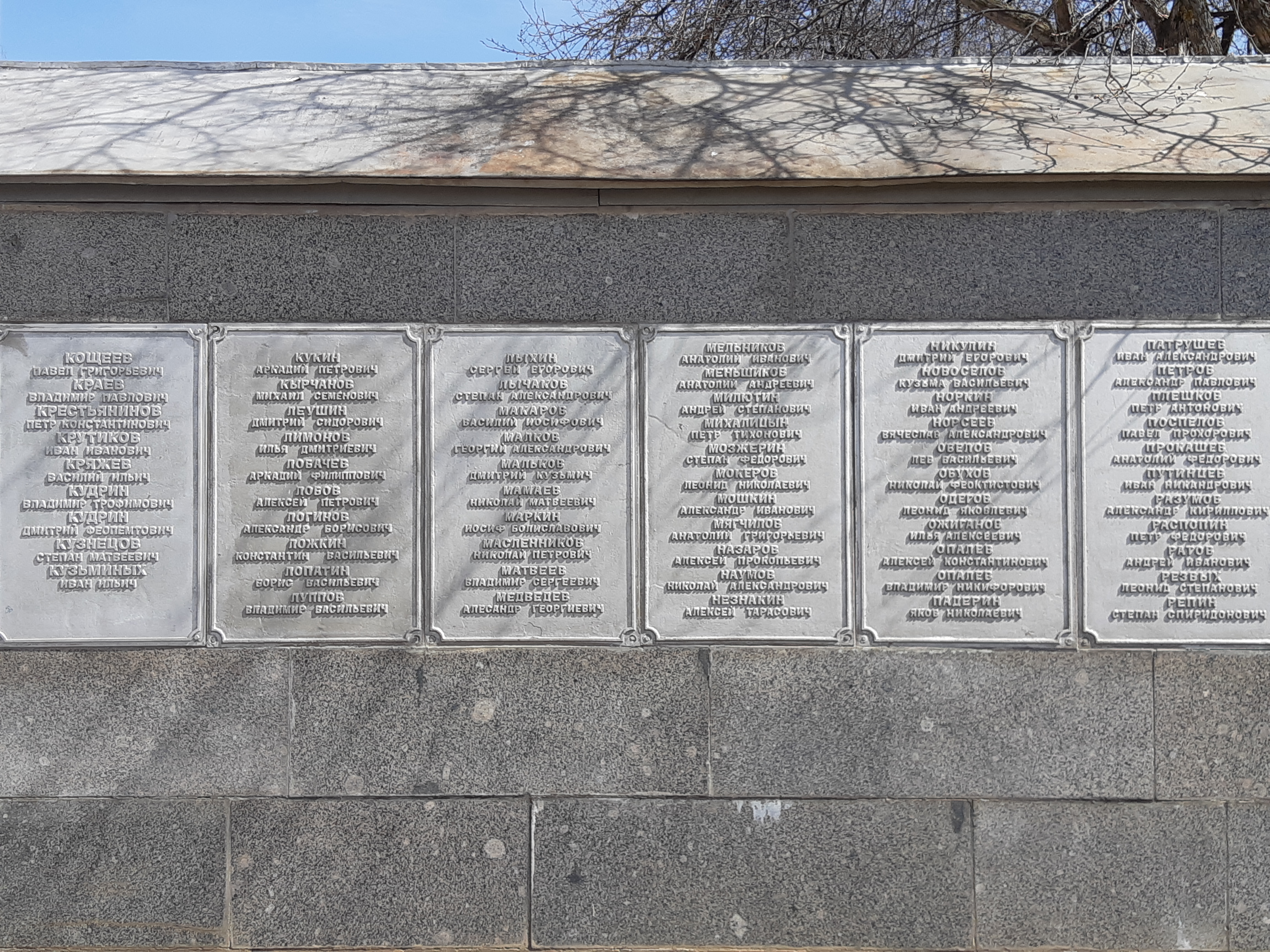
Имя Героя на мемориальной доске в парке Дворца пионеров г. Кирова

- Имя Героя увековечено на мемориальной доске в честь Героев Советского Союза — уроженцев Кировской области в парке Дворца пионеров города Кирова.
- Имя Героя высечено золотыми буквами в зале Славы Центрального музея Великой Отечественной войны в Парке Победы города Москвы.
- Мемориальные доски установлены на здании Вятского гуманитарного университета, в Северске Томской области на доме, в котором жил герой (ул. Царевского, дом 5), на здании средней школы № 20 города Кирова, на здании МКОУ «Краснооктябрьская ООШ д.Чуваши» Кирово-Чепецкого района Кировской области.
- На могиле героя установлен надгробный памятник.
- Ежегодно проходит межрайонный турнир по настольному теннису имени Ильи Лимонова в деревне Чуваши Кирово-Чепецкого района Кировской области.[3]